# ایستگاه بزرگراه ۴۰۷
ایستگاه بزرگ‌راه ۴۰۷ (انگلیسی: Highway 407 station) یک ایستگاه متروی زیرزمینی در خط یک یانگ–یونیورسیتی متروی تورنتو است.